# Tutto Pavarotti
Tutto Pavarotti è una raccolta del tenore Luciano Pavarotti, uscita nel 1990. Ha avuto un particolare successo in territorio iberico.

## Tracce
CD 1
1. Caruso – 5:19
2. O'sole mio – 3:21
3. A vucchella – 3:08
4. Core 'ngrato – 4:55
5. Passione – 3:56
6. Mamma – 3:34
7. Cantique de noel – 4:13
8. Agnus dei – 3:43
9. Cuius animam – 5:50
10. Se quel guerriero io fossi... Celeste Aida – 4:31
11. Una furtiva lagrima – 4:47
12. Com'è gentil – 3:38
13. Oh! Fede Negar Potessi...Quando Le Sere Al Placido – 5:42
14. Lunge Da Lei...De'miei Bollenti Spiriti – 3:55

## Classifiche

### Classifiche settimanali
| Classifica (1989-1990) | Posizione massima |
| ---------------------- | ----------------- |
| Europa                 | 47                |
| Paesi Bassi            | 18                |
| Portogallo             | 2                 |
| Spagna                 | 1                 |
| Classifica (1995)      | Posizione massima |
| Belgio (Fiandre)       | 24                |
| Classifica (2007)      | Posizione massima |
| Spagna                 | 79                |

### Classifiche di fine anno
| Classifiche (1989) | Posizione |
| ------------------ | --------- |
| Spagna             | 6         |
| Classifiche (1990) | Posizione |
| Spagna             | 13        |